# Нефтяник (футбольный клуб, Бугуруслан)
«Нефтя́ник» — бывший российский футбольный клуб из Бугуруслана. До 1999 года представлял Похвистнево. В 1994 году «Нефтяник» был фарм-клубом тольяттинской «Лады». В 2000 году назывался «Спутник». Лучшее достижение в первенстве России — 16 место в зоне «Урал» второй лиги в 1998 и 1999 годах. В 2015 году прекратил существование связи с тяжёлой финансовой ситуацией.

## История
«Нефтяник» Похвистнево долгие годы выступал в чемпионате и Кубке Куйбышевской области. Наивысшие достижения были достигнуты в 50-е годы: в розыгрыше Кубка области 1950 года клуб дошёл до финала турнира, в котором уступил «Лучу» из Чапаевска. В чемпионате области лучшим результатом стало 2-е место в сезоне 1953 года. После этого значительных успехов у команды не было. В 80-х годах команда чаще играла во второй группе чемпионата области: в 1982 и 1983 годах клуб занимал 2-е место, в 1984 — 6-е, в 1985 — 9-е, последнее во второй группе. Пропустив чемпионат 1986 года, клуб стабилизировал результаты: в 1987 году команда заняла 5-е место, а в 1988 — 6-е. В сезоне 1992 года клуб играл в первой группе и занял предпоследнее, 9-е место.
В 1994 году команда стала фарм-клубом тольяттинской «Лады», «Нефтяник» получил профессиональный статус и дебютировал в третьей лиге ПФЛ. По итогам чемпионата команда заняла 15-е место. Накануне сезона 1995 года было запланировано вхождение «Нефтяника» в структуру «Крыльев Советов», команда должна была выступать под названием «Крылья Советов-2» и иметь с самарцами общую заявку, но клубы не подготовили все необходимые документы.
Тем не менее, неофициальное сотрудничество «Нефтяника» с главной командой области продолжилось. Руководство похвистневцев заявляло о том, что главной целью команды является подготовка футболистов для «Крыльев Советов», главный тренер самарцев Александр Николаевич Аверьянов посещал домашние матчи «Нефтяника», а саму команду нередко называли фарм-клубом «Крыльев Советов».
Наиболее успешным в истории команды стал сезон-1997: команда лидировала в турнире и заняла итоговое 5-е место. В следующем году «Нефтяник» дебютировал во втором дивизионе, заняв 16-е место при 18 участниках в уральской зоне.
Ещё перед началом сезона-1999 у клуба возникли серьёзные финансовые проблемы, необходимые для участия средства нашли в самый последний момент. Из-за реорганизации финансов в нефтяной отрасли предприятия Самарской области больше не могли финансировать команду напрямую, без согласования с Москвой. Команда снялась с чемпионата после первого круга и лишилась профессионального статуса.
В 2000 году клуб под названием «Спутник» (спонсором команды в этот период был одноимённый коммерческий банк, позже отказавшийся от финансирования команды) выступал в чемпионате Оренбургской области, где представлял Бугуруслан. В 2000-х и первой половине 2010-х годов играл в чемпионате и кубке МФС «Приволжье».

## Статистика в ПФЛ
| Год  | Лига                  | Место | В  | Н | П  | Мячи  | Очки |
| ---- | --------------------- | ----- | -- | - | -- | ----- | ---- |
| 1994 | Третья лига, 5 зона   | 15    | 4  | 8 | 20 | 29-62 | 16   |
| 1995 | Третья лига, 5 зона   | 12    | 7  | 8 | 13 | 20-31 | 29   |
| 1996 | Третья лига, 5 зона   | 13    | 8  | 9 | 13 | 36-48 | 33   |
| 1997 | Третья лига, 5 зона   | 5     | 17 | 8 | 9  | 59-32 | 59   |
| 1998 | Второй дивизион, Урал | 16    | 8  | 4 | 22 | 24-68 | 28   |
| 1999 | Второй дивизион, Урал | 16    | 3  | 4 | 23 | 13-74 | 13   |

Примечание: В сезоне-1999 команда снялась после первого круга